# Duc Xiao de Qin
Xiao de Qin (chinois : 秦孝公) (né en 381 av. J.-C. et mort en 338 av. J.-C.) était un duc de Qin durant la Période des Royaumes combattants. Il régna de 361 av. J.-C. à 338 av. J.-C.. Le duc Xiao est surtout connu pour avoir nommé à la tête de son État le légiste Shang Yang et avoir ainsi procédé à une série de réformes politiques, militaires et économiques.

## Biographie
Ying Quliang monta sur le trône de l'État de Qin en 361 av. J.-C. à l'âge de 21 ans, succédant à son père, le duc Xian (秦献公). Il était déterminé à rétablir la gloire ancestrale de Qin tel que du temps d'un de ses aïeuls le duc Mu (秦穆公) qui fut parmi les cinq hégémons de la Période des Printemps et Automnes. Par conséquent, le jeune duc envoya un communiqué à travers différents États, appelant à des hommes de talent pour l'aider dans la réforme de Qin en leur promettant des récompenses, de hautes fonctions et des terres en échange de leur service. Gongsun Yang (plus tard connu sous le nom de Shang Yang), un disciple de l'école légaliste, a répondu à l'appel du duc.
Gongsun Yang a été introduit au duc par Jing Jian (景監), Cependant leur premier entretien se passe très mal : le duc Xiao s’endort à plusieurs reprises et n’écoute pas la conversation. L’entrevue terminée, le duc réprimande Jing Jian : « Ton invité est un imposteur ! Comment puis-je donc me servir d’un homme pareil ? » Jing Jian réprimande à son tour Gongsun Yang et celui-ci répond : « J’ai parlé au duc de ce qu’était la voie de l’empereur, mais je crains que ça n’ai été au-delà de sa compréhension. » Il demande un nouvel entretien, mais là encore ne parvient pas à intéresser le duc. Gongsun Yang dit : « J’ai parlé au duc de ce qu’était la voie du roi, mais ça ne semble pas l’avoir intéressé. » Au troisième entretien, le duc ne voit toujours pas comment il pourrait employer Gongsun Yang, cependant il dit à Jing Jian : « Ton invité est quelqu’un de bien ! J’ai plaisir à l’entendre discourir. » Gongsun Yang dit : « J’ai parlé au duc de ce qu’était la voie de l’hégémon et il semble qu’il ait envie de s’y prêter. S’il accepte de me recevoir encore une fois, je saurai exactement quoi dire. » Le quatrième entretien passionna tellement le duc Xiao qu’il dura plusieurs jours et qu'il se trouva assis à l'extrême bout de son siège, comme pour boire les paroles.

Localisation des principaux États de la période des Royaumes combattants au milieu du Le tracé des frontières est approximatif.

Impressionné, le duc Xiao engage Gongsun Yang. Lorsque ce dernier désire entreprendre des réformes, le duc se montre au départ réticent, ayant peur des critiques que cela pouvait attirer. Il doit également faire face aux réticences des conseillers Gan Long (甘龍) et Du Zhi (杜摯) qui ne jurent que par les anciens rites et les anciennes lois. Gongsun Yang parvient à convaincre le duc qui le nomme chéngxiàng (丞相) et l’autorise à entreprendre ses réformes.
Selon le Shiji, lorsque Shang Yang finit d’élaborer ses lois, il se retient de les promulguer, craignant que le peuple ne les croit pas. Il fait planter un poteau à la porte sud de la place du marché de la capitale et fit décréter que quiconque déplace le poteau à la porte nord recevrait dix pièces d’or. Personne dans la foule n’ose approcher et Shang Yang augmente la récompense promise à cinquante pièces d’or. Une personne ose déplacer le poteau et reçoit sur le champ sa récompense, illustrant que les décrets de Shang Yang n’étaient pas mensongers. Il fait alors promulguer ses lois.
Au bout d’un an, Shang Yang s’aperçoit qu’il y a toujours de vives réticences de la part du peuple. Il estime que si les lois sont si mal perçues par le peuple, c’est parce que les nobles ne les suivaient pas. Le prince héritier viole la loi, et Shang Yang, ne pouvant directement le châtier, fait punir son tuteur Gongzi Qian (公子虔) et fait tatouer son précepteur Gongsun Jia (公孫賈) afin de prouver que même les nobles n’étaient pas à l’abri de la nouvelle législation. Quelques années plus tard, il fait également couper le nez de Gongzi Qian lorsque celui-ci viole à nouveau la loi. Après une dizaine d’années, les doléances du peuple se changèrent en compliments. Ne supportant pas les beaux parleurs, Shang Yang fait déporter aux frontières ceux qui venaient le féliciter sur ses réformes.
Shang Yang entreprend la construction de palais et jardins à Xianyang et y fait déplacer la capitale pour centraliser le pouvoir. Il divise également l’état en une trentaine de districts et fait normaliser les unités de poids et mesures.
En 366 av. J.-C., les armées de Qin ont défait les forces alliées des États de Han et de Wei lors de la bataille de Shimen. Conformément à la nouvelle législation les soldats de Qin et officiers ont été récompensés en fonction du nombre de têtes ennemies qu'ils ont recueillies au cours de la bataille. Après cette bataille, l’État de Wei, qui a réussi à survivre qu'avec l'aide de l'État de Zhao, était considérablement affaibli.